# Giro d’Italia 2021/18. Etappe
Die 18. Etappe des Giro d’Italia 2021 führte am 27. Mai 2021 über 231 Kilometer von Rovereto nach Stradella. Sie war somit die längste Etappe der Giro d’Italia 2021.
Sieger wurde Alberto Bettiol (EF Education-Nippo) mit 17 Sekunden Vorsprung auf Simone Consonni (Cofidis) und Nicolas Roche (Team DSM). Egan Bernal (Ineos Grenadiers) kam mit 23:30 Minuten Rückstand im Hauptfeld ins Ziel und verteidigte die Maglia Rosa.
Nach ca. 40 Kilometern löste sich eine 23-köpfige Spitzengruppe, deren Mitglieder schließlich die ersten 23 Plätze der Etappe belegten. Etwa 30 Kilometer vor dem Ziel erfolgten aus dieser Gruppe heraus die ersten Angriffe, bis Rémi Cavagna (Deceuninck-Quick-Step) 25 Kilometer sich vor dem Ziel von den Mitflüchtern absetzen konnte. Neun Kilometer später startete Bettiol seine Verfolgung, zwischenzeitlich von Roche begleitet. Auf einem unkategorisierten Anstieg überholte Bettiol 6 Kilometer vor dem Ziel Cavagna, der letztlich 9. wurde.
Der Führende in der Punktewertung, Peter Sagan (Bora-hansgrohe) erhielt durch die Jury eine Geldstrafe in Höhe von 1.000 Schweizer Franken und 50 Punkte Abzug in der UCI-Weltrangliste wegen "Einschüchterung und unangemessenen Verhalten" während der Etappe. Ein Abzug von Zählern in der Punktewertung erfolgte aber nicht, so dass er das Maglia Ciclamino verteidigte. Der Verstoß wurde nicht näher bezeichnet, es wird aber angenommen, dass es um ein Verhalten bei dem Bestreben ging, von Kontern gegen die 23-köpfige Spitzengruppe zu unterbinden, damit die Konkurrenten Sagans keine Punkte erzielen konnten.
Nach Stürzen am Vortag gingen der Gesamtzehnte Giulio Ciccone (Trek-Segafredo), der anfängliche Mitfavorit Remco Evenepoel (Deceuninck-Quick-Step) und Nick Schultz (BikeExchange) nicht an den Start.

## Ergebnis
| \| Etappenergebnis \| Etappenergebnis \| Etappenergebnis \| Etappenergebnis \| Etappenergebnis \| \| Fahrer \| Fahrer \| Land \| Team \| Zeit \| \| --------------- \| ------------------- \| --------------- \| --------------------------- \| --------------- \| \| 1. \| Alberto Bettiol \| Italien \| EF Education-Nippo \| 5 h 14 min 43 s \| \| 2. \| Simone Consonni \| Italien \| Cofidis \| + 17 s \| \| 3. \| Nicolas Roche \| Irland \| Team DSM \| + 18 s \| \| 4. \| Nikias Arndt \| Deutschland \| Team DSM \| + 18 s \| \| 5. \| Diego Ulissi \| Italien \| UAE Team Emirates \| + 18 s \| \| 6. \| Samuele Battistella \| Italien \| Astana-Premier Tech \| + 18 s \| \| 7. \| Filippo Zana \| Italien \| Bardiani CSF Faizanè \| + 18 s \| \| 8. \| Natnael Tesfatsion \| Eritrea \| Androni Giocattoli-Sidermec \| + 18 s \| \| 9. \| Rémi Cavagna \| Frankreich \| Deceuninck-Quick Step \| + 24 s \| \| 10. \| Jacopo Mosca \| Italien \| Trek-Segafredo \| + 1 min 12 s \| |                     |             |                             |                 |
| |                     |             |                             |                 |
| Quelle: ProCyclingStats |                     |             |                             |                 |
| Etappenergebnis |                     |             |                             |                 |
| Fahrer | Fahrer              | Land        | Team                        | Zeit            |
| 1. | Alberto Bettiol     | Italien     | EF Education-Nippo          | 5 h 14 min 43 s |
| 2. | Simone Consonni     | Italien     | Cofidis                     | + 17 s          |
| 3. | Nicolas Roche       | Irland      | Team DSM                    | + 18 s          |
| 4. | Nikias Arndt        | Deutschland | Team DSM                    | + 18 s          |
| 5. | Diego Ulissi        | Italien     | UAE Team Emirates           | + 18 s          |
| 6. | Samuele Battistella | Italien     | Astana-Premier Tech         | + 18 s          |
| 7. | Filippo Zana        | Italien     | Bardiani CSF Faizanè        | + 18 s          |
| 8. | Natnael Tesfatsion  | Eritrea     | Androni Giocattoli-Sidermec | + 18 s          |
| 9. | Rémi Cavagna        | Frankreich  | Deceuninck-Quick Step       | + 24 s          |
| 10. | Jacopo Mosca        | Italien     | Trek-Segafredo              | + 1 min 12 s    |

## Gesamtstände
| \| Gesamtwertung \| Gesamtwertung \| Gesamtwertung \| Gesamtwertung \| Gesamtwertung \| \| Fahrer \| Fahrer \| Land \| Team \| Zeit \| \| ------------- \| ---------------------- \| ---------------------- \| ---------------------- \| ---------------- \| \| 1. \| Egan Bernal \| Kolumbien \| Ineos Grenadiers \| 77 h 10 min 18 s \| \| 2. \| Damiano Caruso \| Italien \| Bahrain Victorious \| + 2 min 21 s \| \| 3. \| Simon Yates \| Vereinigtes Königreich \| BikeExchange \| + 3 min 23 s \| \| 4. \| Alexander Wlassow \| Russland \| Astana-Premier Tech \| + 6 min 03 s \| \| 5. \| Hugh Carthy \| Vereinigtes Königreich \| EF Education-Nippo \| + 6 min 09 s \| \| 6. \| Romain Bardet \| Frankreich \| Team DSM \| + 6 min 31 s \| \| 7. \| Daniel Felipe Martínez \| Kolumbien \| Ineos Grenadiers \| + 7 min 17 s \| \| 8. \| João Almeida \| Portugal \| Deceuninck-Quick Step \| + 8 min 45 s \| \| 9. \| Tobias Foss \| Norwegen \| Jumbo-Visma \| + 9 min 18 s \| \| 10. \| Daniel Martin \| Irland \| Israel Start-Up Nation \| + 13 min 37 s \| |                        |                        |                        |                  |
| |                        |                        |                        |                  |
| Quelle: ProCyclingStats |                        |                        |                        |                  |
| Gesamtwertung |                        |                        |                        |                  |
| Fahrer | Fahrer                 | Land                   | Team                   | Zeit             |
| 1. | Egan Bernal            | Kolumbien              | Ineos Grenadiers       | 77 h 10 min 18 s |
| 2. | Damiano Caruso         | Italien                | Bahrain Victorious     | + 2 min 21 s     |
| 3. | Simon Yates            | Vereinigtes Königreich | BikeExchange           | + 3 min 23 s     |
| 4. | Alexander Wlassow      | Russland               | Astana-Premier Tech    | + 6 min 03 s     |
| 5. | Hugh Carthy            | Vereinigtes Königreich | EF Education-Nippo     | + 6 min 09 s     |
| 6. | Romain Bardet          | Frankreich             | Team DSM               | + 6 min 31 s     |
| 7. | Daniel Felipe Martínez | Kolumbien              | Ineos Grenadiers       | + 7 min 17 s     |
| 8. | João Almeida           | Portugal               | Deceuninck-Quick Step  | + 8 min 45 s     |
| 9. | Tobias Foss            | Norwegen               | Jumbo-Visma            | + 9 min 18 s     |
| 10. | Daniel Martin          | Irland                 | Israel Start-Up Nation | + 13 min 37 s    |

| Punktewertung | Punktewertung    | Punktewertung | Punktewertung          | Punktewertung |
| Fahrer        | Fahrer           | Land          | Team                   | Punkte        |
| ------------- | ---------------- | ------------- | ---------------------- | ------------- |
| 1.            | Peter Sagan      | Slowakei      | Bora-Hansgrohe         | 135 P.        |
| 2.            | Davide Cimolai   | Italien       | Israel Start-Up Nation | 113 P.        |
| 3.            | Fernando Gaviria | Kolumbien     | UAE Team Emirates      | 110 P.        |
| 4.            | Elia Viviani     | Italien       | Cofidis                | 86 P.         |
| 5.            | Dries De Bondt   | Belgien       | Alpecin-Fenix          | 63 P.         |
| 6.            | Simone Consonni  | Italien       | Cofidis                | 60 P.         |
| 7.            | Egan Bernal      | Kolumbien     | Ineos Grenadiers       | 59 P.         |
| 8.            | Alberto Bettiol  | Italien       | EF Education-Nippo     | 53 P.         |
| 9.            | Nikias Arndt     | Deutschland   | Team DSM               | 53 P.         |
| 10.           | Edoardo Affini   | Italien       | Jumbo-Visma            | 50 P.         |

| Bergwertung | Bergwertung       | Bergwertung | Bergwertung            | Bergwertung |
| Fahrer      | Fahrer            | Land        | Team                   | Punkte      |
| ----------- | ----------------- | ----------- | ---------------------- | ----------- |
| 1.          | Geoffrey Bouchard | Frankreich  | AG2R Citroën Team      | 180 P.      |
| 2.          | Egan Bernal       | Kolumbien   | Ineos Grenadiers       | 109 P.      |
| 3.          | Daniel Martin     | Irland      | Israel Start-Up Nation | 79 P.       |
| 4.          | Bauke Mollema     | Niederlande | Trek-Segafredo         | 53 P.       |
| 5.          | Lorenzo Fortunato | Italien     | Eolo-Kometa            | 52 P.       |
| 6.          | Damiano Caruso    | Italien     | Bahrain Victorious     | 41 P.       |
| 7.          | Dries De Bondt    | Belgien     | Alpecin-Fenix          | 39 P.       |
| 8.          | João Almeida      | Portugal    | Deceuninck-Quick Step  | 30 P.       |
| 9.          | Jan Tratnik       | Slowenien   | Bahrain Victorious     | 26 P.       |
| 10.         | Romain Bardet     | Frankreich  | Team DSM               | 22 P.       |

| Nachwuchswertung | Nachwuchswertung       | Nachwuchswertung | Nachwuchswertung      | Nachwuchswertung  |
| Fahrer           | Fahrer                 | Land             | Team                  | Zeit              |
| ---------------- | ---------------------- | ---------------- | --------------------- | ----------------- |
| 1.               | Egan Bernal            | Kolumbien        | Ineos Grenadiers      | 77 h 10 min 18 s  |
| 2.               | Alexander Wlassow      | Russland         | Astana-Premier Tech   | + 6 min 03 s      |
| 3.               | Daniel Felipe Martínez | Kolumbien        | Ineos Grenadiers      | + 7 min 17 s      |
| 4.               | João Almeida           | Portugal         | Deceuninck-Quick Step | + 8 min 45 s      |
| 5.               | Tobias Foss            | Norwegen         | Jumbo-Visma           | + 9 min 18 s      |
| 6.               | Attila Valter          | Ungarn           | Groupama-FDJ          | + 35 min 12 s     |
| 7.               | Lorenzo Fortunato      | Italien          | Eolo-Kometa           | + 38 min 31 s     |
| 8.               | Michael Storer         | Australien       | Team DSM              | + 1 h 36 min 47 s |
| 9.               | Einer Rubio            | Kolumbien        | Movistar Team         | + 1 h 43 min 37 s |
| 10.              | Alessandro Covi        | Italien          | UAE Team Emirates     | + 1 h 46 min 33 s |

| Mannschaftswertung | Mannschaftswertung    | Mannschaftswertung           | Mannschaftswertung |
| Team               | Team                  | Land                         | Zeit               |
| ------------------ | --------------------- | ---------------------------- | ------------------ |
| 1.                 | Team DSM              | Deutschland                  | 231 h 54 min 20 s  |
| 2.                 | Ineos Grenadiers      | Vereinigtes Königreich       | + 5 min 07 s       |
| 3.                 | Trek-Segafredo        | Vereinigte Staaten           | + 13 min 18 s      |
| 4.                 | Astana-Premier Tech   | Kasachstan                   | + 28 min 53 s      |
| 5.                 | Jumbo-Visma           | Niederlande                  | + 31 min 47 s      |
| 6.                 | Team BikeExchange     | Australien                   | + 49 min 33 s      |
| 7.                 | Movistar Team         | Spanien                      | + 52 min 35 s      |
| 8.                 | EF Education-Nippo    | Vereinigte Staaten           | + 54 min 54 s      |
| 9.                 | Deceuninck-Quick Step | Belgien                      | + 1 h 10 min 34 s  |
| 10.                | UAE Team Emirates     | Vereinigte Arabische Emirate | + 1 h 21 min 39 s  |

## Ausgeschiedene Fahrer
- Giulio Ciccone (Trek-Segafredo) nach Prellung der Lendenwirbelsäule und linken Hand nicht gestartet
- Remco Evenepoel (Deceuninck-Quick-Step) nach diversen Sturzverletzungen nicht gestartet
- Nick Schultz (BikeExchange) nach Handbruch nicht gestartet